# Schedorhinotermes breinli
Schedorhinotermes breinli es una especie de termita subterránea del género Schedorhinotermes, de la familia Rhinotermitidae, orden Blattodea. Fue descrita por Hill en 1921.

## Distribución
Se distribuye por Territorio del Norte, Queensland y el oeste de Australia.

## Tratamiento taxonómico
Fue publicada en Hill, G.F. (1921b) New and rare Australian termites, with notes on their biology. Proceedings of the Linnean Society of New South Wales, 46(4), 433–456 + 1 pl.